# Institut Amadeus
Pour les articles homonymes, voir Amadeus.
L'Institut Amadeus est un think tank marocain basé à Rabat, cofondé en 2008 par Brahim Fassi Fihri qui en devient le Président. 
Son ambition première est d’apporter une contribution au débat public marocain et maghrébin dans une perspective de se mouvoir en porte-voix des sujets de préoccupations des pays du Sud.
L’Institut Amadeus a une double fonction : l’analyse et la création de débats. Il se positionne aujourd’hui comme un laboratoire d’idées et un espace de débats par excellence. Il est à la fois un centre de réflexion, de conseil, de dialogue, de proposition et de consultation mais également une plateforme d’échanges, de rencontres et de coopération Nord-Sud et Sud-Sud.
Il existe une synergie entre les différentes activités de l’Institut, notamment entre son Centre d’Analyse et de Publications et ces événements.
C’est ainsi qu’outre le forum MEDays son événement phare et as opérationnel dont il est l’initiateur et l’organisateur, l’Institut Amadeus s’est distingué depuis sa création en 2008 au travers de divers talks shows et tables rondes portant sur des axes thématiques prioritaires ainsi que ses activités de publication.
L'Institut Amadeus organise également depuis 2013, la Global Growth Conference.
L'Institut Amadeus a été classé à la 18e place mondiale des centres de recherches ayant moins de 5 ans, en 2012 par l'Université de Pennsylvanie dans le Global Go-To Think Tank Ranking Report.
En 2013, l'Institut occupe la 18e position des Think Tanks dans la région MENA (Iran, Turquie et Israël compris).
En 2014, l'Institut Amadeus est classé 13e Think Tanks dans la région MENA, 6e arabe et 1er au Maghreb. Le Forum MEDays est classé à la 49e position mondiale des conférences internationales.

## Missions
L'Institut Amadeus a pour objectifs : 
- Promouvoir la rencontre et le débat pour apporter de nouvelles solutions aux problématiques du Sud en favorisant l'interaction entre gouvernements, secteurs privés et sociétés civiles.

- Participer au développement économique, social et culturel du Maroc.

- Analyser les grandes tendances qui affecteront les relations bilatérales et multilatérales du Maroc et ses partenaires du Sud.

- Produire des recommandations concrètes et opératoires sur des questions stratégiques avec une vision marocaine, maghrébine, méditerranéenne et africaines des grands enjeux.

- Consolider l’image de marque du Maroc et de la région du Maghreb, au niveau international.

## Actions mises en place
- Création du Centre d’analyses et de publications (CAP) avec la collaboration de chercheurs-associés et experts marocains et internationaux.

- Publication d’ouvrages phares et de travaux de recherche.

- Organisation d'un Forum international, MEDays: "Le Forum du Sud", en novembre de chaque année, à Tanger. Ce Forum, véritable plateforme d'échange mondiale au Sud, est un instrument de rencontre de hauts décideurs mondiaux, politiques, diplomates, experts et membres de la société civile. Thème de l'édition 2008 : "Union pour la Méditerranée : quelles réalités, quels moyens, pour quel Partenariat ?"[6]. Thème de l'édition 2009 : "le codéveloppement responsable". L'édition 2010 a eu pour thème : "Le Sud : entre crises et émergences" tandis que celle de 2011 s'est déroulé sous la thématique : "Le Sud dans la gouvernance mondiale." Les MEDays 2012 se sont déroulés du 14 au 17 novembre 2012 sous le thème : "Le Sud : l'exigence d'un nouvel ordre mondial". En 2013, les MEDays qui se dérouleront du 13 au 16 novembre, auront pour thème : "Quelles émergences dans un monde instable ?"[7].

- Organisation de la "Global Growth Conference", une conférence annuelle internationale sur la croissance économique mondiale, dont la première édition s'est tenue à Rabat en mars 2013.

- Organisation de colloques, conférences, débats et séminaires.

- Participations et interventions dans des événements extérieurs à l'invitation de divers organismes : ONG, instances internationales, institutions, monde académique, entreprises…

- Actions de lobbying et mise en place de réseaux d’influence à l’aide des partenaires de l’Institut.

- L'Institut est composé d'une équipe permanente de 15 personnes, dont des managers, des chercheurs et des experts avec des pôles de compétence et des horizons culturels diversifiés.

## Principales publications
- Étude "Partenariat Afrique-Maroc : les 15 recommandations pour un co-développement responsable et durable", publiée en juillet 2014[8]
- Rapport MEDays 2013, publié en décembre 2013[9]
- Rapport Global Growth Outlook 2013, publié en mai 2013[10]
- Rapport MEDays 2012, publié en décembre 2012[11]
- Revue mensuelle "Géopolitik", publiée de janvier 2012 à janvier 2013[12]
- Rapport Institut Amadeus 2011, publié en avril 2011[13]
- Rapport Éducation et classes Moyennes, publié en mai 2010[14]

## Orientations Stratégiques: Axes thématiques
- Education, classe moyenne et mobilité sociale
- Croissance économique et intégration régionale
- Codéveloppement : coopération Nord-Sud
- Développement durable et efficacité énergétique
- Résolution des conflits et sécurité
- Bonne gouvernance et citoyenneté

## Orientations Stratégiques: Axes géographiques
- Maroc
- Maghreb
- Méditerranée
- Afrique
- Monde arabe
- Pays du Sud : les "3A"

## Conseil d'Administration
Le nouveau Conseil d'Administration, présidé par Brahim Fassi Fihri, (Président Fondateur de l’Institut Amadeus) est composé des personnalités suivantes : Noureddine Ayouch (Président de Shems Lowe), Ayman Cheikh Lahlou (Directeur Général Cooper Pharma), Abdou Diop (Executif Partner, Mazars Maroc et Président de la Commission Afrique de la CGEM), Mohammed Fikrat (Président Directeur Général de Cosumar), Thami Ghorfi (Président de l'ESCA École de Management), Saïd Ibrahimi (Président Directeur Général de Casablanca Finance City), Zahra Maafiri (Directrice Générale de Maroc Export), Aziz Mekouar (Ambassadeur, Administrateur de Bank of Africa), Mustapha Mourahib (Avocat Associé, Clifford Chance), Ahmed Rahhou (Président Directeur Général, CIH Bank), Younes Slaoui (Membre de la Direction Générale de Dar Assafaa) ainsi qu'Abdelmalek Alaoui (CEO de Guépard Group) en sa qualité de membre observateur.

Logo de l'Institut en 2010